# Pusto Selo
Pusto Selo (cyr. Пусто Село) – wieś w Bośni i Hercegowinie, w Republice Serbskiej, w mieście Sarajewo Wschodnie, w gminie Sokolac. W 2013 roku liczyła 19 mieszkańców.